# Parque Nacional e Reserva de Denali
O Parque Nacional Denali, localizado no Alasca central, é um imenso parque nacional de preservação dos Estados Unidos da América. Cobrindo 24 585 km², incluindo o Monte McKinley, o ponto mais elevado da América do Norte, cujo nome em língua atabasca é Denali.

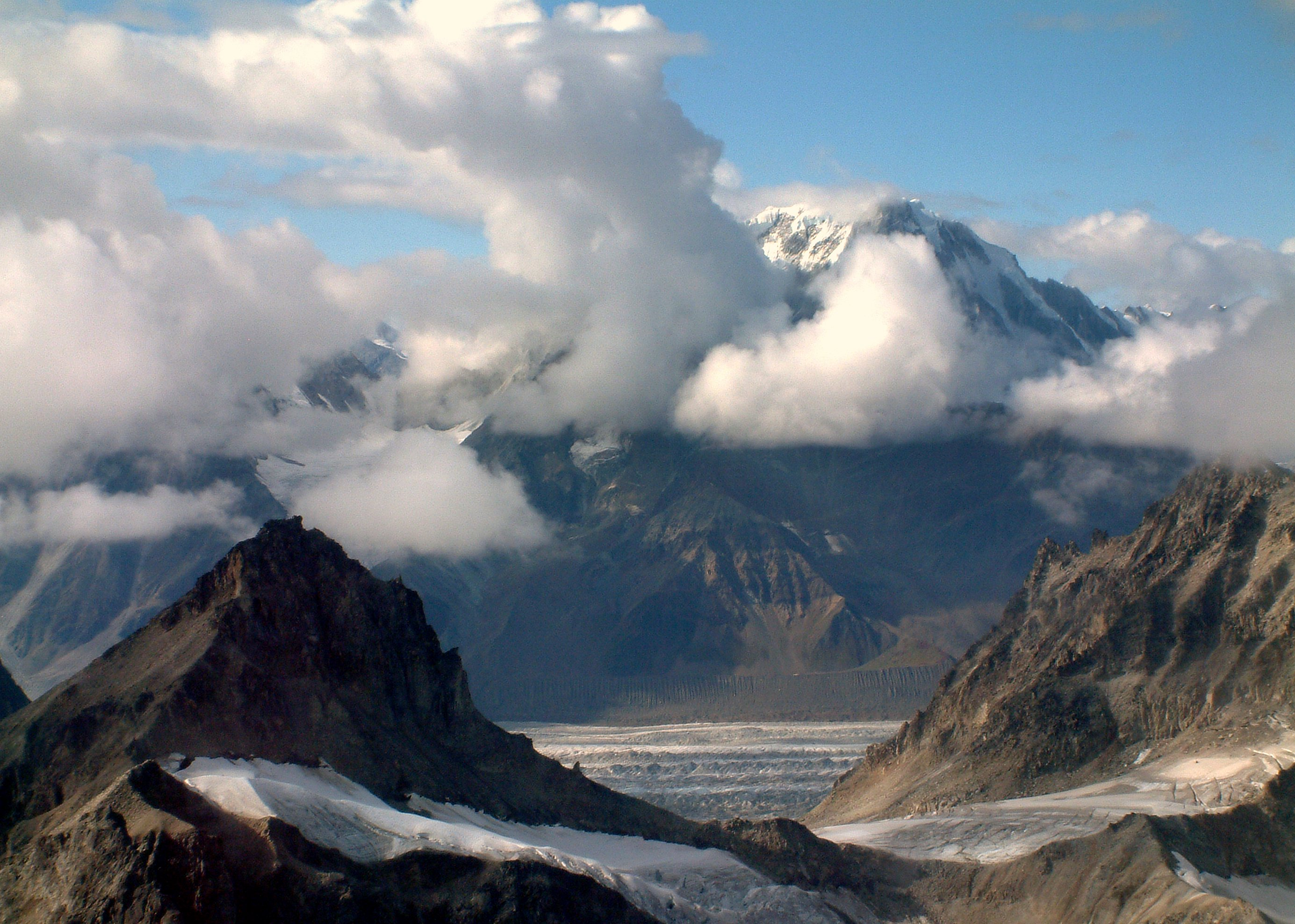
Vista do Parque Nacional Denali

O Parque Nacional Denali (Denali National Park and Preserve), localizado no Alasca central, é um imenso parque nacional de preservação dos Estados Unidos da América. Cobrindo 24 585 km², incluindo o Monte McKinley, o ponto mais elevado da América do Norte, cujo nome em língua atabasca é Denali.
O parque nacional foi inicialmente criado em 26 de Fevereiro de 1917 com a designação Parque Nacional Monte McKinley, apesar de o cume propriamente dito não estar incluído na área do parque; este parque foi designado reserva da biosfera em 1976. Em 1 de Dezembro de 1978 foi criado o Monumento Nacional Denali. Em 2 de Outubro de 1982 o Parque Nacional McKinley e o Monumento Nacional Denali foram incorporados no então criado Parque Nacional Denali.